# 24680 Аллевен
24680 Аллевен (1989 YE4, 1990 BF3, 1999 XY136, 24680 Alleven) — астероїд головного поясу, відкритий 30 грудня 1989 року.
Тіссеранів параметр щодо Юпітера — 3,593.
Назва походить від англійського all even - «всі парні», оскільки номер астероїда складається з усіх парних цифр за зростанням.